# Elkalyce nuditurea
Elkalyce nuditurea är en fjärilsart som beskrevs av Lorkovié 1943. Elkalyce nuditurea ingår i släktet Elkalyce och familjen juvelvingar. Inga underarter finns listade i Catalogue of Life.